# Xã Center, Quận Dearborn, Indiana
Xã Center (tiếng Anh: Center Township) là một xã thuộc quận Dearborn, tiểu bang Indiana, Hoa Kỳ. Năm 2010, dân số của xã này là 5.318 người.